# فوز كردي
فوز بنت عبد اللطيف كردي (1388 هـ -) هي عالمة دين سعودية وأستاذة العقيدة والمذاهب المعاصرة بجامعة الملك عبد العزيز ولها ردود كثيرة على حركة العصر الجديد وعلوم الطاقة وقوة الجذب.

## المؤهلات العلمية
- بكالوريوس في الآداب والتربية تخصص الدراسات الإسلامية بتقدير ممتاز مع مرتبة الشرف من كلية التربية للبنات بجدة 1416 هـ.
- ماجستير في التربية والدراسات الإسلامية تخصص العقيدة والمذاهب المعاصرة بتقدير ممتاز من كلية التربية للبنات بجدة 1419 هـ وعنوان الأطروحة: "تحقيق العبودية بمعرفة الأسماء والصفات".
- دكتوراه في التربية والدراسات الإسلامية تخصص العقيدة والمذاهب المعاصرة من كلية التربية للبنات بجدة 1427 هـ وعنوان الأطروحة: "أصول الإيمان بالغيب وآثاره".[2]

## المشاركات العلمية
- المشاركة ببحث حقيقة العلاج بالطاقة بين القرآن الكريم والعلم.
- إعداد وتقديم دورة حقائق علمية عن الطب البديل.
- عضو اللجنة الوطنية النسائية لمجلس الغرف التجارية والصناعية بالمملكة العربية السعودية.
- عضو اللجنة العلمية لملتقى القادة التربويين الثالث عشر من وزارة التربية والتعليم عام 1426 هـ.
- الإشراف على القسم النسائي للهيئة العالمية للمسلمين الجدد التابعة لرابطة العالم الإسلامي.
- الإشراف على وحدة تقنية المعلومات والدعم الفني بكلية التربية بجامعة الملك عبد العزيز عام 1428 هـ.
- الإشراف على موقع الفكر العقدي الوافد.[3]

## المؤلفات
- تحقيق العبودية بمعرفة الأسماء والصفات، وهي رسالة ماجستير.
- أصول الإيمان بالغيب وآثاره، وهي رسالة دكتوراه.
- حركة العصر الجديد: دراسة لجذور الحركة ومخاطرها على الأمة الإسلامية.
- حقيقة العلاج بالطاقة بين العلم والقرآن.
- أثر الفلسفة الشرقية والعقائد الوثنية في برامج التدريب والاستشفاء المعاصرة.
- مقدمة في الإلحاد الروحاني.
- وقفات مع الفكر العقدي الوافد ومنهجية التعامل معه.
- المؤثرات الغيبية في النفس الإنسانية بين الدين والفلسفة.
- المذاهب الفلسفية الإلحادية الروحية وتطبيقاتها المعاصرة. وغيرها.[4][5]